# 1098 Hakone
Az 1098 Hakone (ideiglenes jelöléssel 1928 RJ) a Naprendszer kisbolygóövében található aszteroida. Okuro Oikawa fedezte fel 1928. szeptember 5-én. Nevét egy Japán városról, Hakone-ről kapta.